# Russell Hulse
Russell Alan Hulse (New York, 28 november 1950) is een Amerikaans natuurkundige. In 1993 deelde hij de Nobelprijs voor Natuurkunde met Joseph Taylor voor hun ontdekking van een nieuw type pulsar, een ontdekking die nieuwe mogelijkheden heeft geopend voor de studie naar de zwaartekracht.

## Biografie
Russell Hulse werd geboren in New York als zoon van Alan Hulse en Betty Joan Wedemeyer. Hij bezocht de Bronx High School of Science en de Cooper Union voordat hij terechtkwam op de Universiteit van Massachusetts in Amherst.
Samen met zijn hoogleraar en doctoraaladviseur Taylor is hij medeontdekker van tientallen pulsars. Hieronder bevond zich ook de binaire pulsar PSR B1913+16, in het sterrenbeeld Arend (Aquila), die in 1974 werd ontdekt toen ze beide werkzaam waren op het Arecibo Observatorium in Puerto Rico. Het was een rondtollende neutronenster die iedere acht uur rond een andere neutronensteer draaide. Met hun radiotelescoop zaggen ze dat de sterren steeds sneller om elkaar heen draaiden, een teken dat ze naar elkaar toe bewegen.
Hulse, Taylor en andere collega's gebruiken deze eerste binaire pulsar om zeer nauwkeurige metingen te doen naar de algemene relativiteit, waarbij het bestaan van zwaartekrachtgolven werd aangetoond. Een benadering van deze stralingsenergie wordt beschreven door Albert Einsteins formule van quadrupolaire straling uit 1918. Volgens Einsteins theorie zenden zulke sterren zwaartekrachtgolven uit waardoor energie 'weglekt' en het sterrenpaar een steeds nauwkeurige baan krijgt.
Na het behalen van zijn Ph.D. in 1975 deed Hulse postdoctoraal werk bij het National Radio Astronomy Observatory (NRAO) in Green Bank (West-Virginia). In 1977 ging Hulse naar Princeton, waar hij vele jaren werkte bij het Princeton Plasma Physics Laboratory (PPPL). Hier voerde hij onder andere onderzoek uit naar kernfusie. Vanaf 2003 was hij ook verbonden aan de Universiteit van Texas (UTD) te Dallas als hoogleraar Physics, Science and Math Education.